# Scille à deux feuilles
Scilla bifolia
Espèce
Classification phylogénétique
La Scille à deux feuilles (Scilla bifolia) est une petite plante bulbeuse printanière à fleurs bleu violacé, de la famille des Liliaceae selon la classification classique. La classification phylogénétique APG II (2003) la place dans la famille des Hyacinthaceae (ou optionnellement dans celle des Asparagaceae) ; la classification phylogénétique APG III (2009) la classe dans la famille des Asparagaceae . Elle est parfois appelée Étoile bleue mais on trouve parfois des individus aux fleurs blanches.

## Habitat, distribution
La Scille à deux feuilles pousse dans des sous-bois frais, où elle fleurit de mars à avril. Elle est commune dans le centre et l'est de la France, jusqu'à 1 500 m d'altitude. La plante forme de petites colonies dans des lieux généralement boisés, humides, souvent collinéens à montagneux.
En Belgique, elle est présente dans l'Entre-Sambre-et-Meuse.

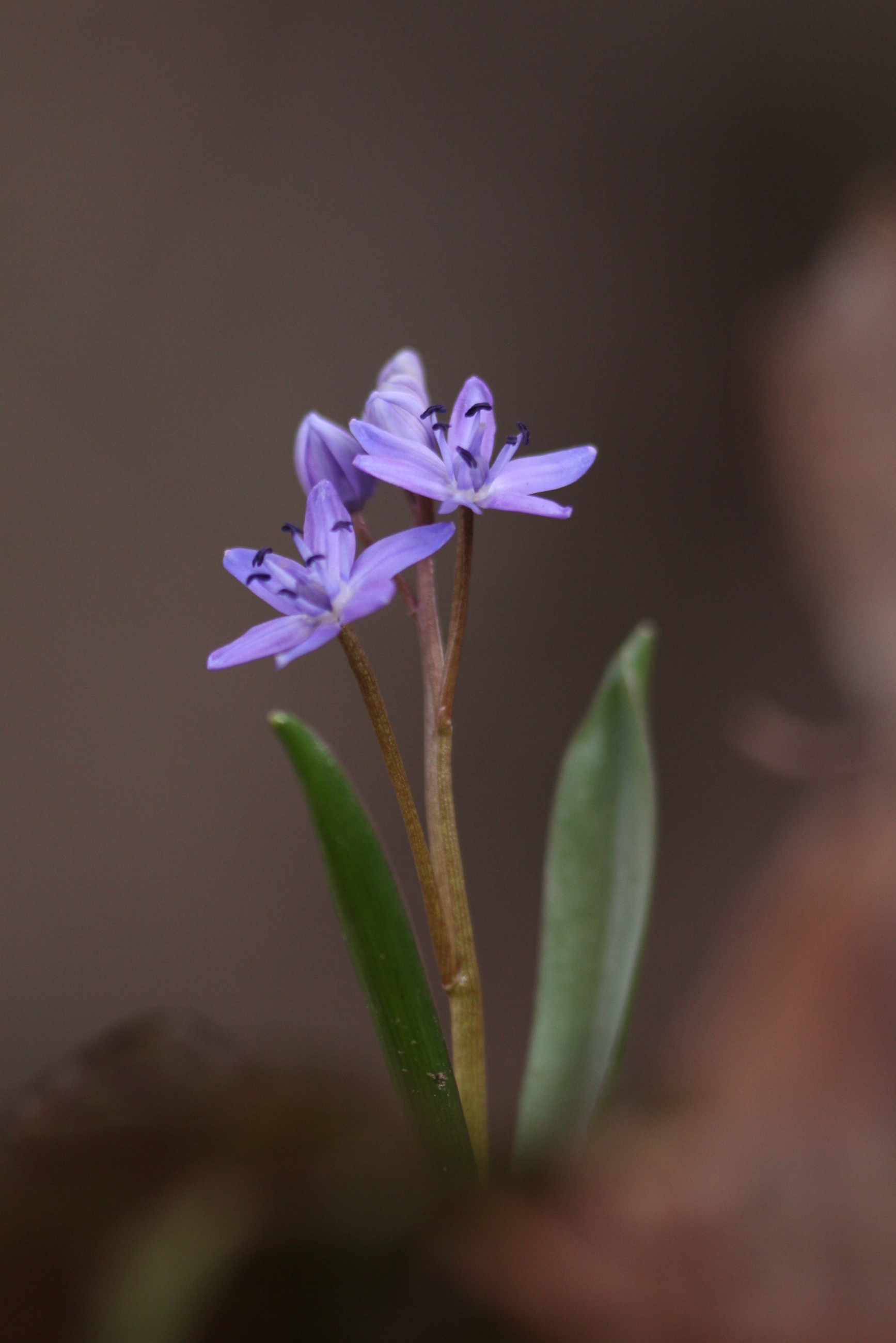
En Suisse
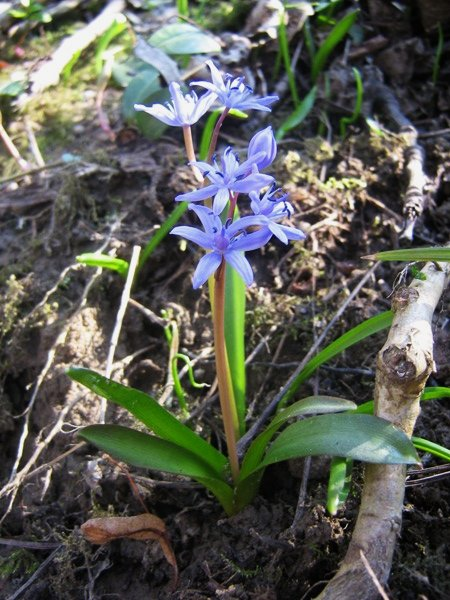
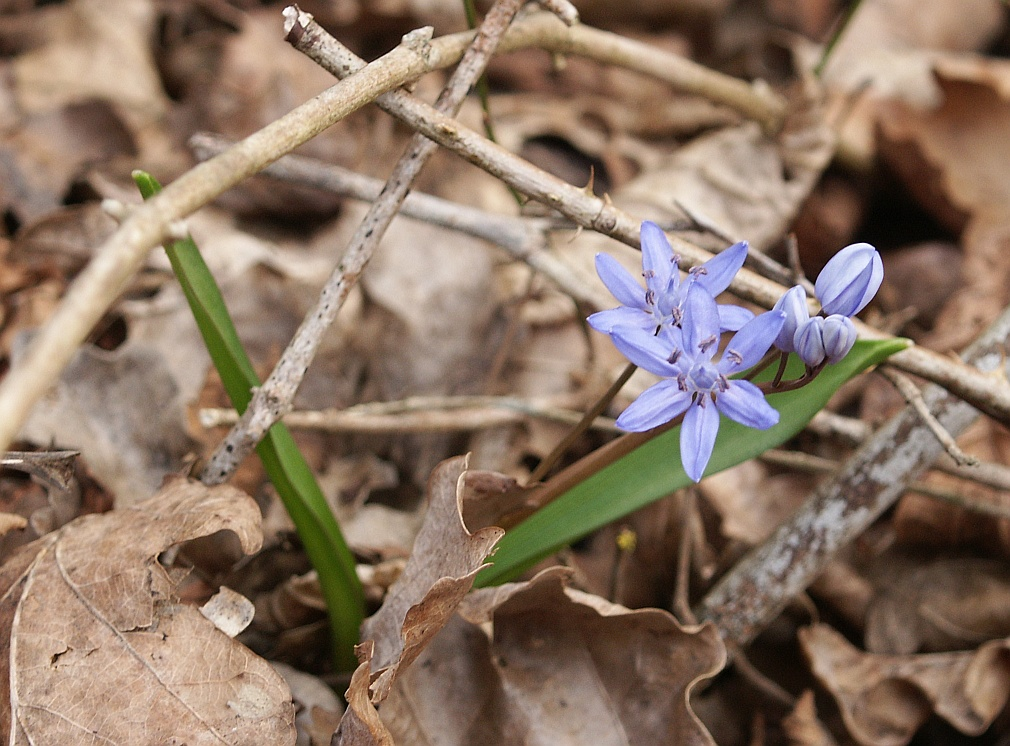
Inflorescence
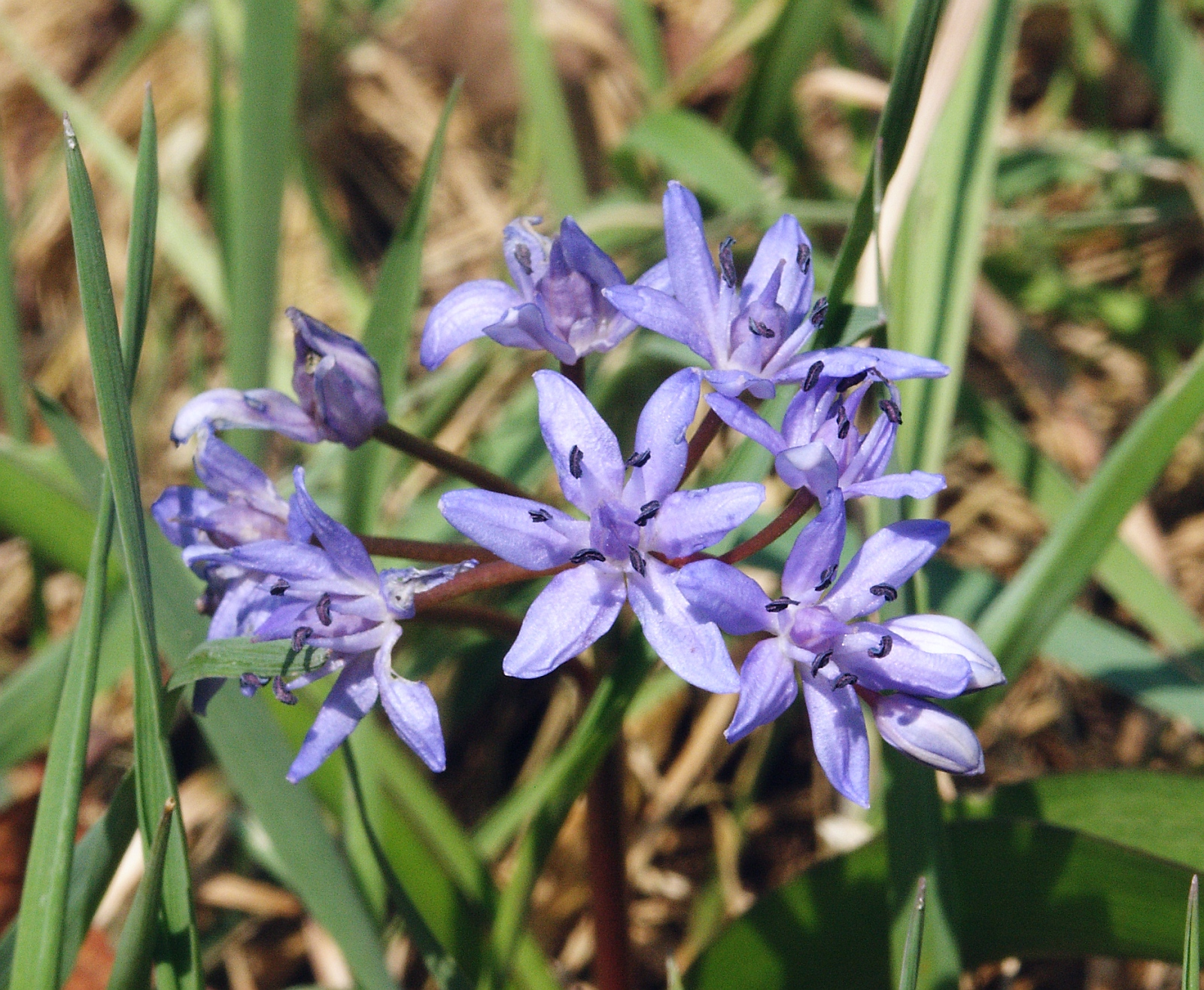
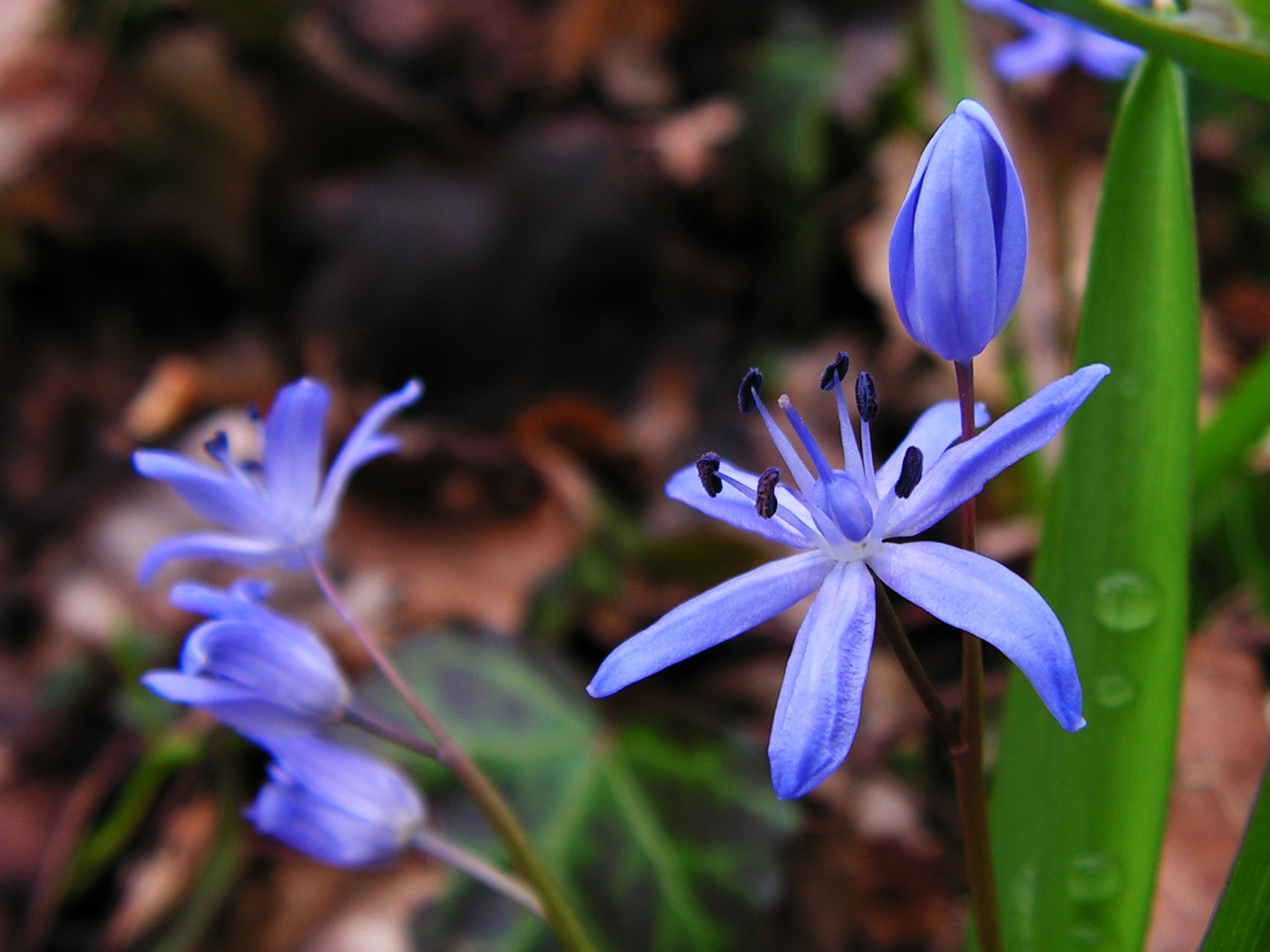
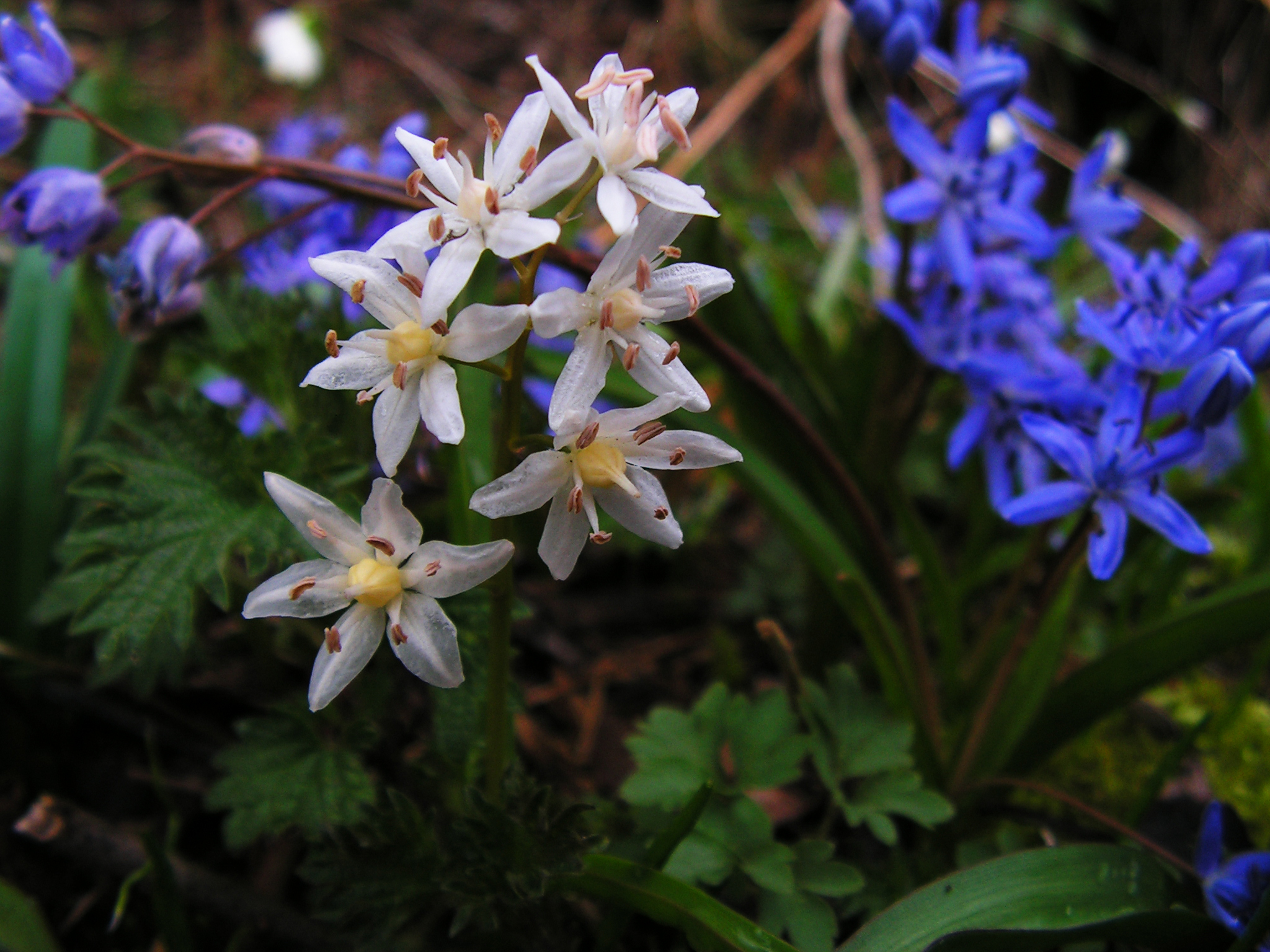
Forme blanche
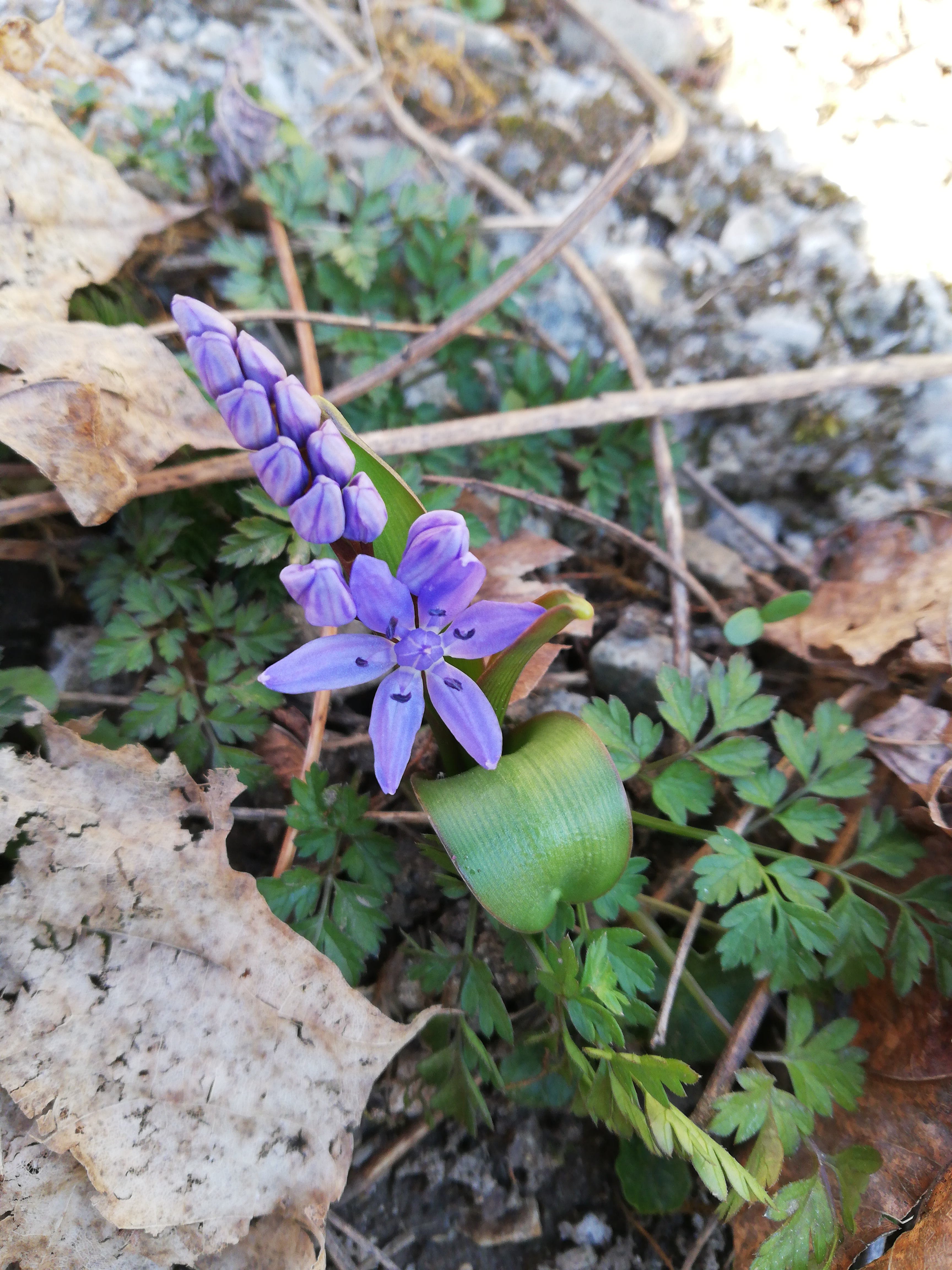
Scilla bifolia fleurie, (Uriage, Isère, France)

## Interactions biologiques
Antherospora scillae, un champignon minuscule (env. 10 μm) infecte les étamines de Scilla bifolia. Il se substitue au pollen et utilise les insectes pollinisateurs comme vecteur de dissémination.